# Mistrovství Evropy ve fotbale 2016 – skupina D
Skupina D byla jednou ze šesti skupin turnaje Mistrovství Evropy ve fotbale 2016. Nalosovány do ní byly týmy Chorvatsko, Česko, Španělsko a Turecko. Zápasy se hrály mezi 12.–21. červnem 2016. Vítězem skupiny se stalo Chorvatsko, druhé skončilo Španělsko a třetí Turecko, která se však po potřebných kritériích týmů na třetích místech nedostalo do osmifinále.
| Tým        | Z | V | R | P | VG | IG | +/- | B |
| ---------- | - | - | - | - | -- | -- | --- | - |
| Chorvatsko | 3 | 2 | 1 | 0 | 5  | 3  | +2  | 7 |
| Španělsko  | 3 | 2 | 0 | 1 | 5  | 2  | +3  | 6 |
| Turecko    | 3 | 1 | 0 | 2 | 2  | 4  | −2  | 3 |
| Česko      | 3 | 0 | 1 | 2 | 2  | 5  | −3  | 1 |

## Turecko – Chorvatsko
| 12. června 2016 15:00 UTC+1 |        |            |                                                                 |
| Turecko                     | 0 : 1  | Chorvatsko | Parc des Princes, Paříž diváci: 43 842 rozhodčí: Jonas Eriksson |
|                             | Report | Modrić 41' | Parc des Princes, Paříž diváci: 43 842 rozhodčí: Jonas Eriksson |

## Španělsko – Česko
| 13. června 2016 15:00 UTC+1 |        |       |                                                                       |
| Španělsko                   | 1 : 0  | Česko | Stadium Municipal, Toulouse diváci: 29 400 rozhodčí: Szymon Marciniak |
| Piqué 87'                   | Report |       | Stadium Municipal, Toulouse diváci: 29 400 rozhodčí: Szymon Marciniak |

## Česko – Chorvatsko
| 17. června 2016 18:00 UTC+1 |        |                         |                                                                   |
| Česko                       | 2 : 2  | Chorvatsko              | Stade Geoffroy-Guichard, Saint-Étienne rozhodčí: Mark Clattenburg |
| Škoda 76' Necid 89' (pen.)  | Report | Perišić 37' Rakitić 59' | Stade Geoffroy-Guichard, Saint-Étienne rozhodčí: Mark Clattenburg |

## Španělsko – Turecko
| 17. června 2016 21:00 UTC+1 |        |         |                                                              |
| Španělsko                   | 3 : 0  | Turecko | Allianz Riviera, Nice diváci: 33 409 rozhodčí: Milorad Mažić |
| Morata 34', 48' Nolito 37'  | Report |         | Allianz Riviera, Nice diváci: 33 409 rozhodčí: Milorad Mažić |

## Česko – Turecko
| 21. června 2016 21:00 UTC+1 |        |                         |                                                                      |
| Česko                       | 0 : 2  | Turecko                 | Stade Bollaert-Delelis, Lens diváci: 32 836 rozhodčí: William Collum |
|                             | Report | B. Yılmaz 10' Tufan 65' | Stade Bollaert-Delelis, Lens diváci: 32 836 rozhodčí: William Collum |

## Chorvatsko – Španělsko
| 21. června 2016 21:00 UTC+1 |        |           |                                                                            |
| Chorvatsko                  | 2 : 1  | Španělsko | Nouveau stade de Bordeaux, Bordeaux diváci: 37 245 rozhodčí: Björn Kuipers |
| N. Kalinić 45' Perišić 87'  | Report | Morata 7' | Nouveau stade de Bordeaux, Bordeaux diváci: 37 245 rozhodčí: Björn Kuipers |